# Eclipse lunar de 8 de outubro de 2014
| Eclipse Lunar Total 8 de outubro de 2014 | Eclipse Lunar Total 8 de outubro de 2014 |
| --- | ---------------------------------------- |
| Meio do eclipse visto de Lomita, Califórnia - 10:56 UTC |                                          |
| A Lua passando pela região norte do cone de sombra da Terra, de oeste para leste (da direita para a esquerda), com a superfície recebendo um tom avermelhado. |                                          |
| Gamma | +0,3826                                  |
| Saros (e membro) | 127 (42 de 72)                           |
| Sequência de eclipses lunares |                                          |
| Anterior | 15 de abril de 2014                      |
| Próximo | 4 de abril de 2015                       |
| Duração (hr:mn:sc) |                                          |
| Total | 0:58:50                                  |
| Parcial | 3:19:31                                  |
| Penumbral | 5:18:03                                  |
| Fases e Horários do Eclipse (UTC) |                                          |
| P1 | 8:15:36                                  |
| U1 | 9:14:48                                  |
| U2 | 10:25:09                                 |
| Máximo | 10:54:35                                 |
| U3 | 11:23:59                                 |
| U4 | 12:34:19                                 |
| P4 | 13:33:39                                 |

O eclipse lunar de 8 de outubro de 2014 foi um eclipse total, o segundo e último de dois eclipses lunares do ano. Foi o segundo de quatro eclipses totais da Lua seguidos, numa série conhecida como tétrade. Os  outros eclipses totais da tétrade são os de 15 de abril de 2014, 4 de abril de 2015 e 28 de setembro de 2015.
Teve magnitude umbral de 1,1659 e penumbral de 2,1456. Sua totalidade teve duração de cerca de 59 minutos.
A Lua cruzou dentro a metade norte do cone de sombra da Terra, em nodo ascendente, dentro da constelação de Peixes.

## Série Saros
Eclipse pertencente ao ciclo lunar Saros de série 127, sendo de número 42, do total de 72 eclipses na série. O último eclipse desta série foi o eclipse total de 27 de setembro de 1996, e o seguinte será com o eclipse total de 18 de outubro de 2032, o qual será parte da próxima temporada de tétrades (2032-2033).

## Visibilidade
Foi visível sobre o Pacífico, Austrália, centro-leste da Ásia e grande parte das Américas.
Sendo que o eclipse foi visivel na sua totalidade ao longo da região central do Pacífico e também do Pacífico Norte. A América do Norte assistiu o fenômeno após a meia-noite quarta-feira, 8 de outubro. Já na Austrália e no centro-leste asiático, incluindo Indonésia e Japão, a lua vermelha ocorreu após o pôr-do-Sol, na noite de 8 de outubro.
| Região do planeta onde o eclipse foi visível durante o máximo da totalidade - 10:55 UTC. A parte central do Oceano Pacífico, incluindo o Havaí, obteve a melhor observação do meio do eclipse, de onde foi visível à meia-noite. | Gráfico do eclipse - NASA |
| Mapa de visibilidade do eclipse |                           |

## Galeria
| Conjunto de imagens do eclipse da prefeitura de Aichi, no Japão | Outro conjunto de imagens de Coralville, Iowa (EUA), mostrando a evolução do início do eclipse até a totalidade. | Lua parcialmente eclipsada, visível após o nascer do Sol em Minneapolis, Minnesota (EUA), às 12:26 UTC, visto através de árvores, em primeiro plano. |

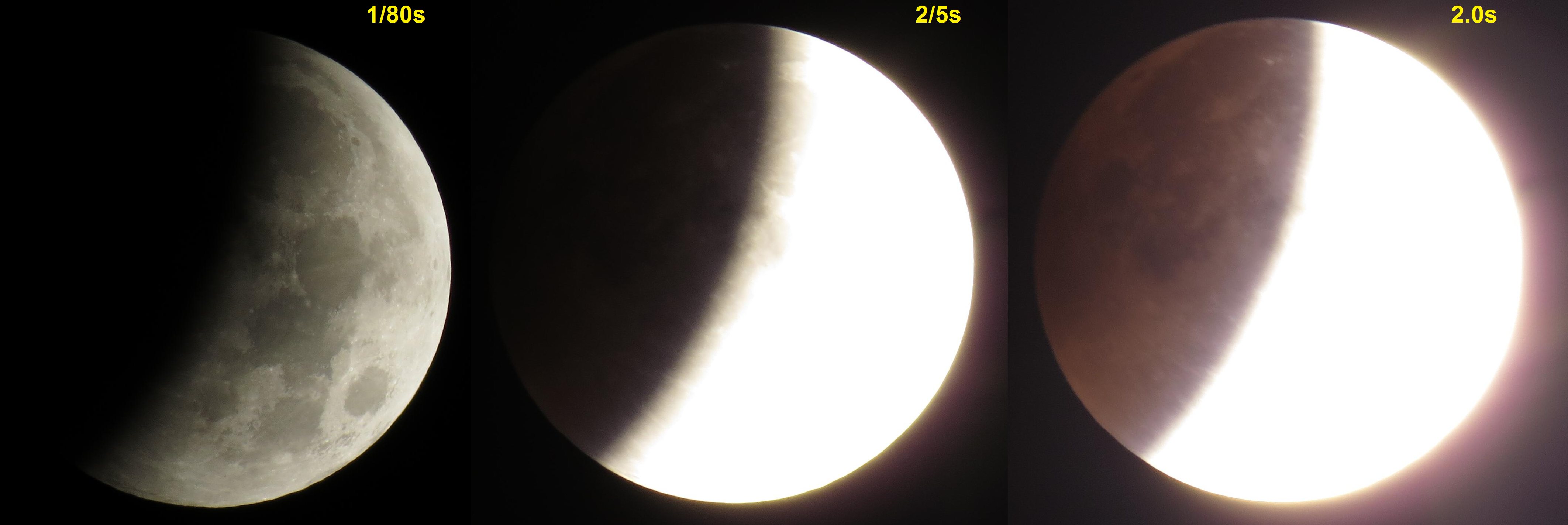
Minneapolis, Minnesota (EUA), 9:46 UTC, exposição tripla
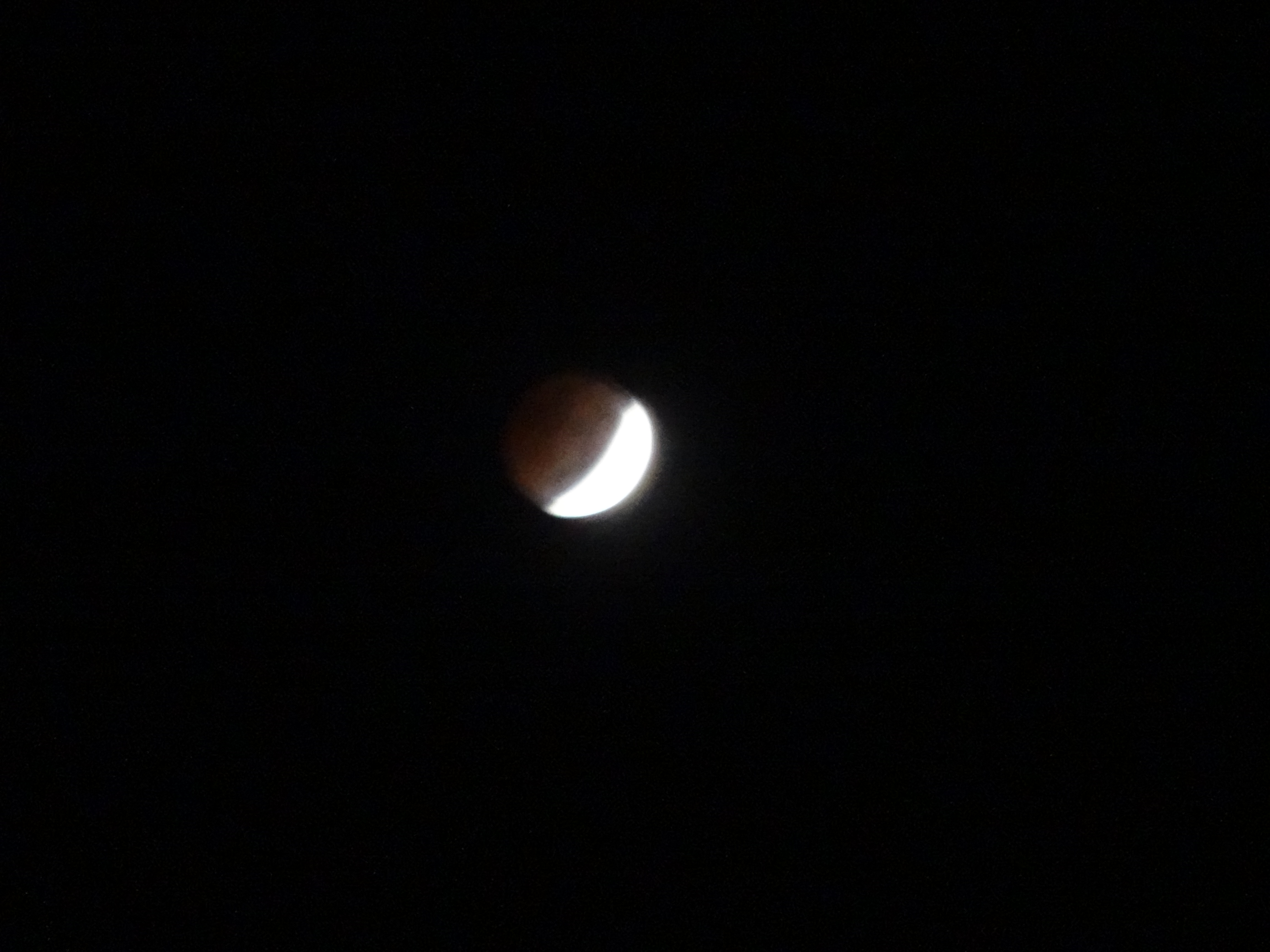
Pouco antes do início do eclipse total, Valdosta, Georgia (EUA), 10:02 UTC
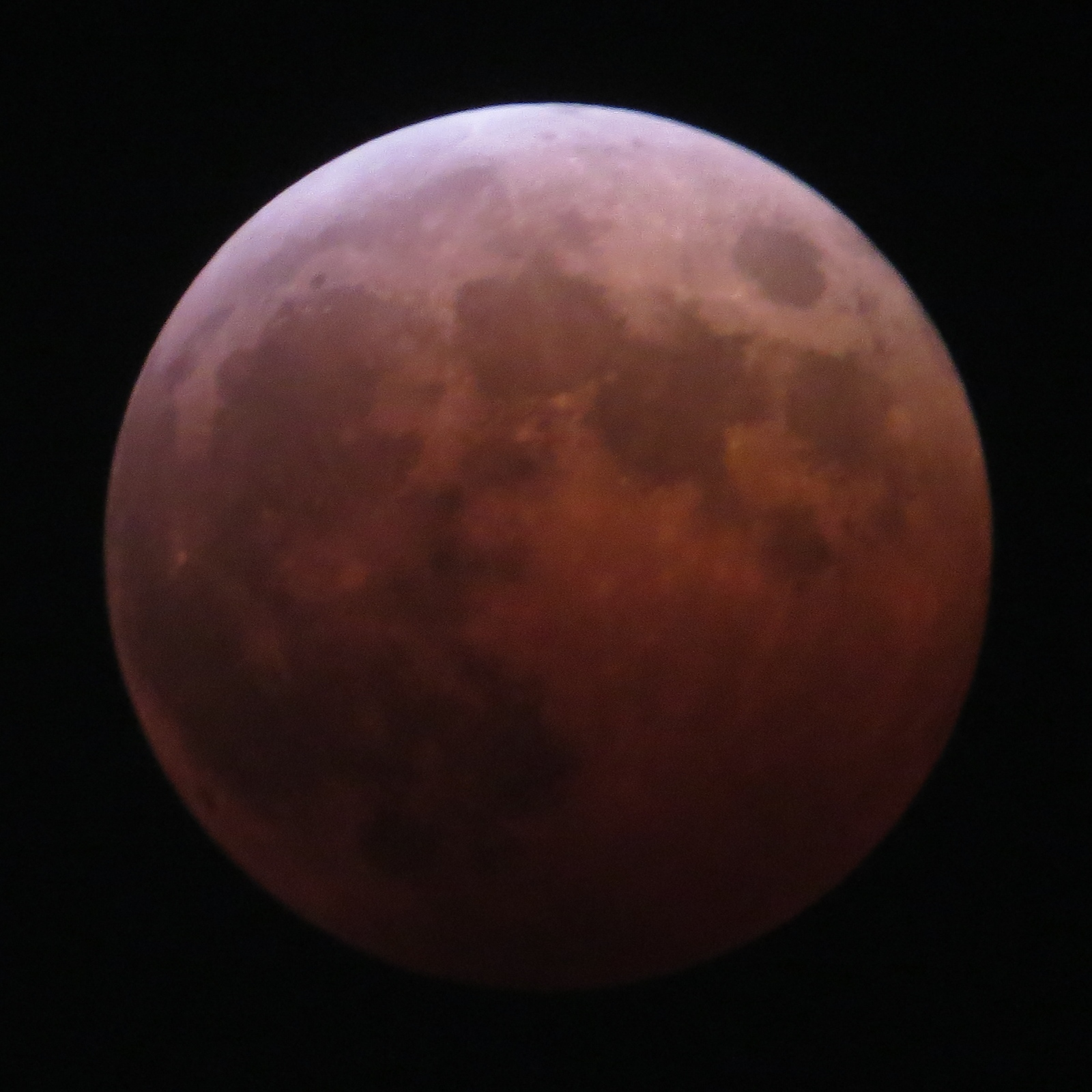
Prefeitura de Aichi, Japão, 10:26 UTC
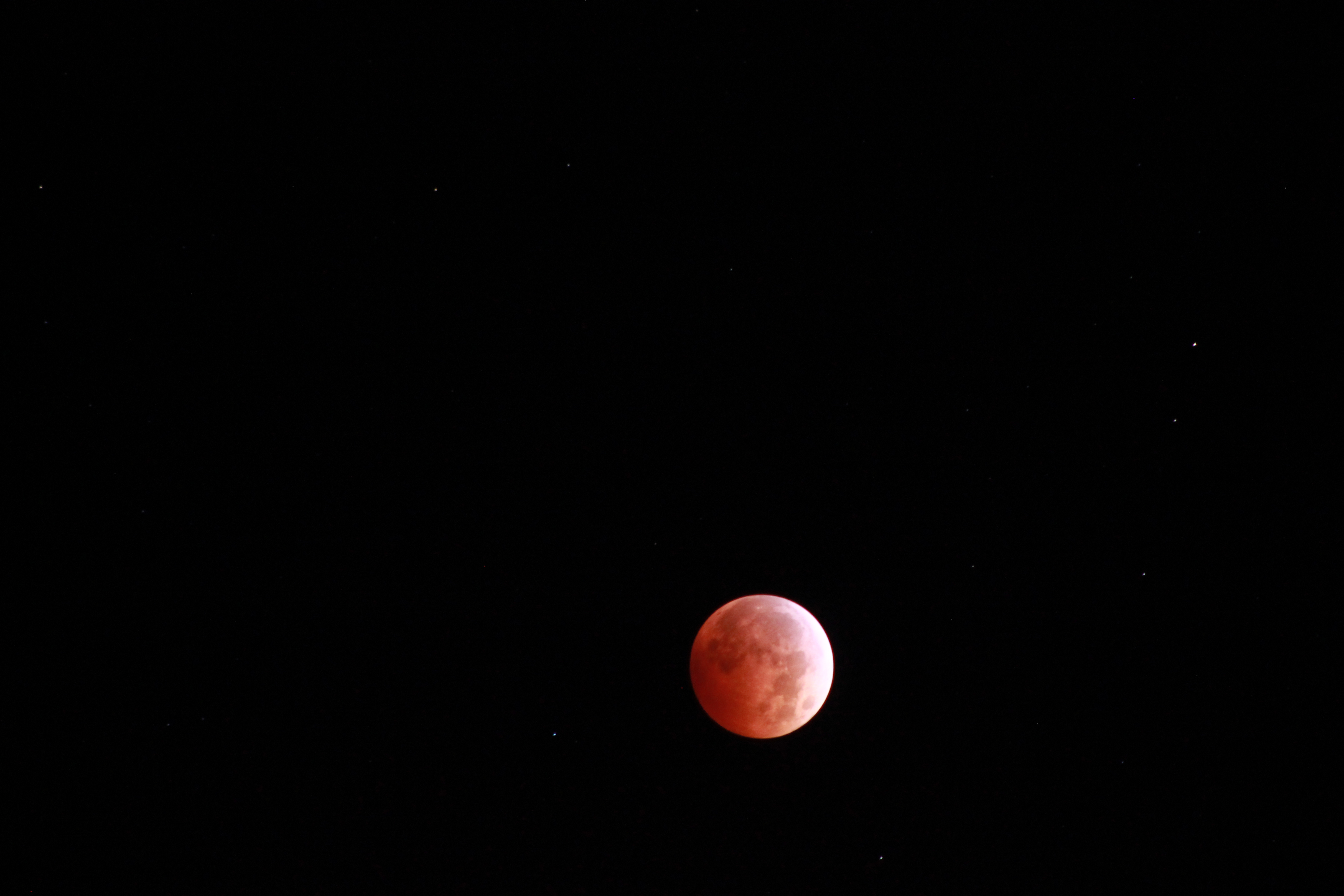
Condado de Santa Clara, Califórnia (EUA), 10:39 UTC
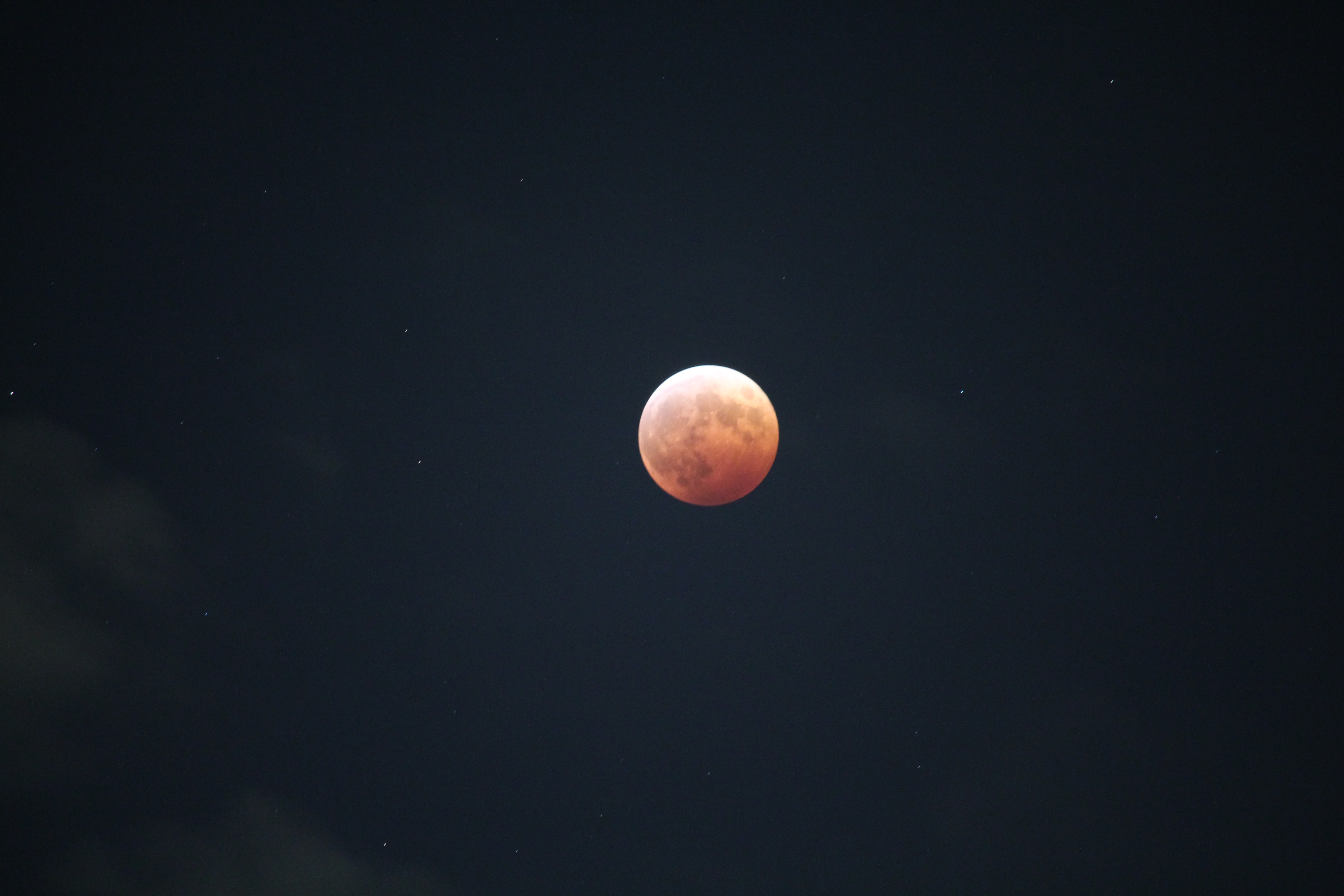
Prefeitura de Aichi, Japão, 10:41 UTC
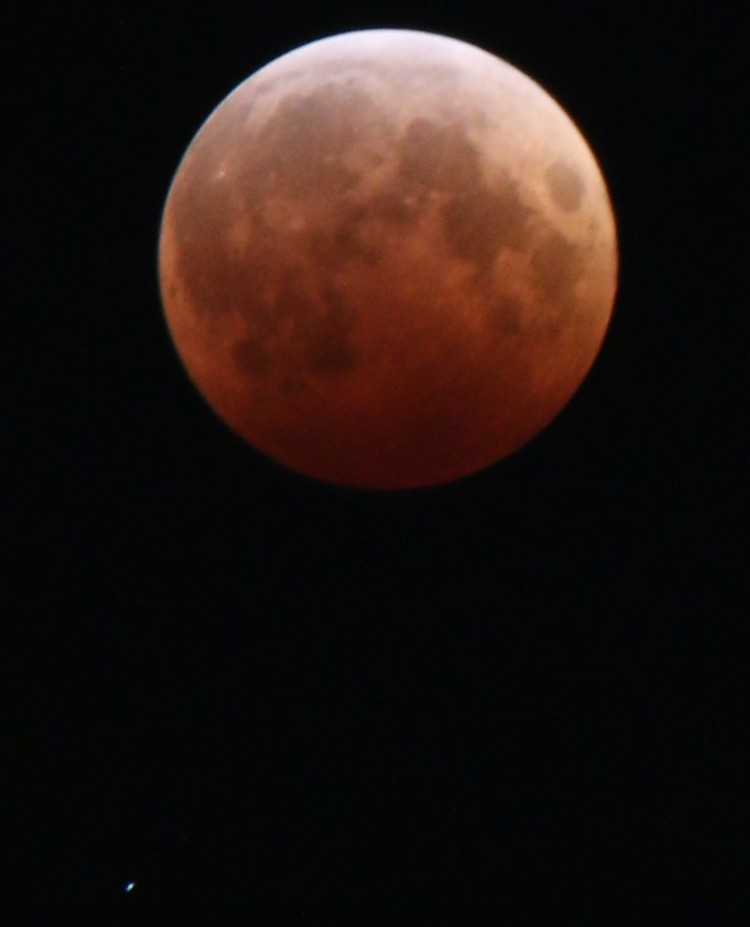
A lua vermelha com o planeta Urano abaixo, em Minneapolis (EUA), 10:46 UTC
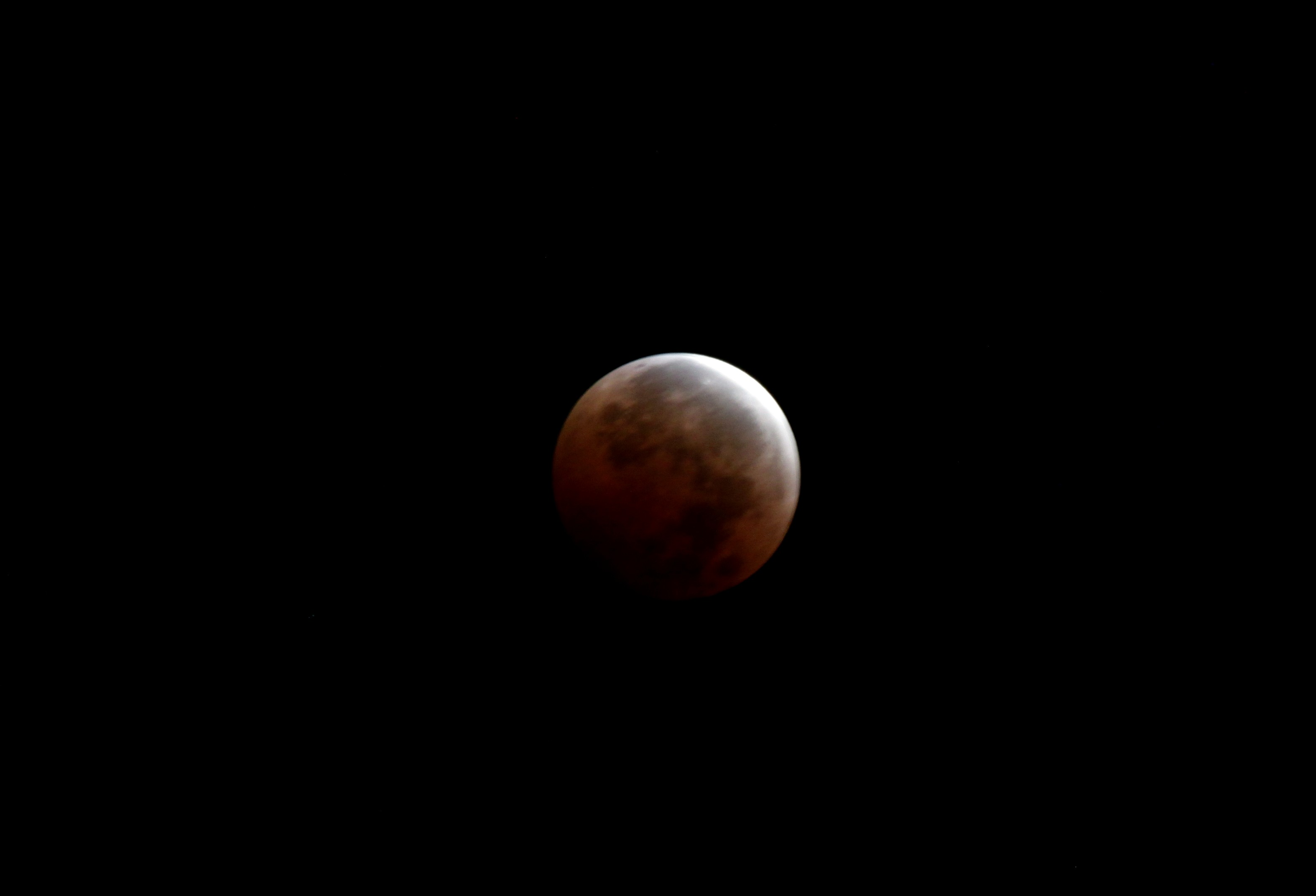
Fim do eclipse total, em Condado de Santa Clara, Califórnia (EUA), 11:28 UTC
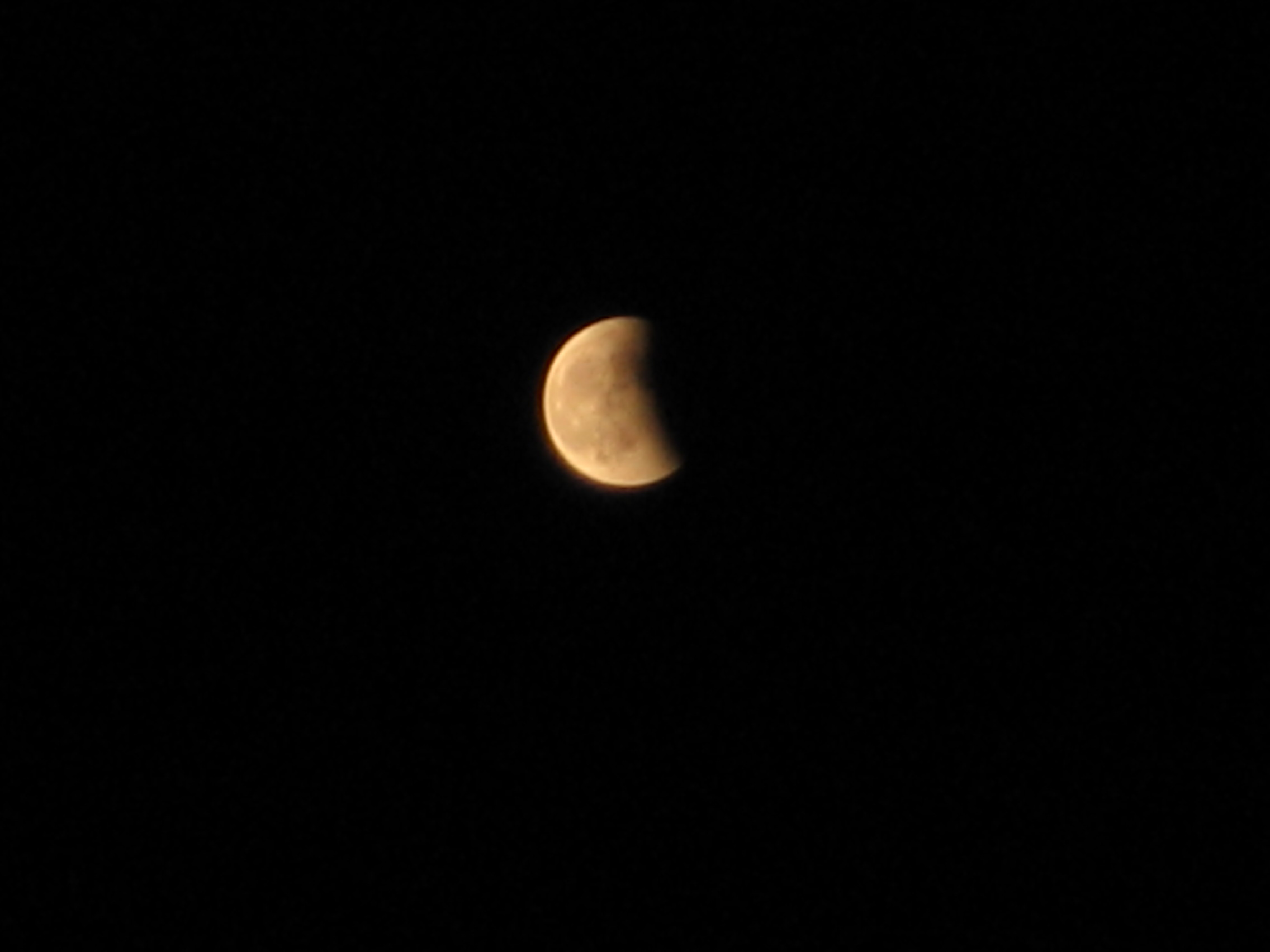
PFase parcial do eclipse, em Hefei, China, 12:18 UTC
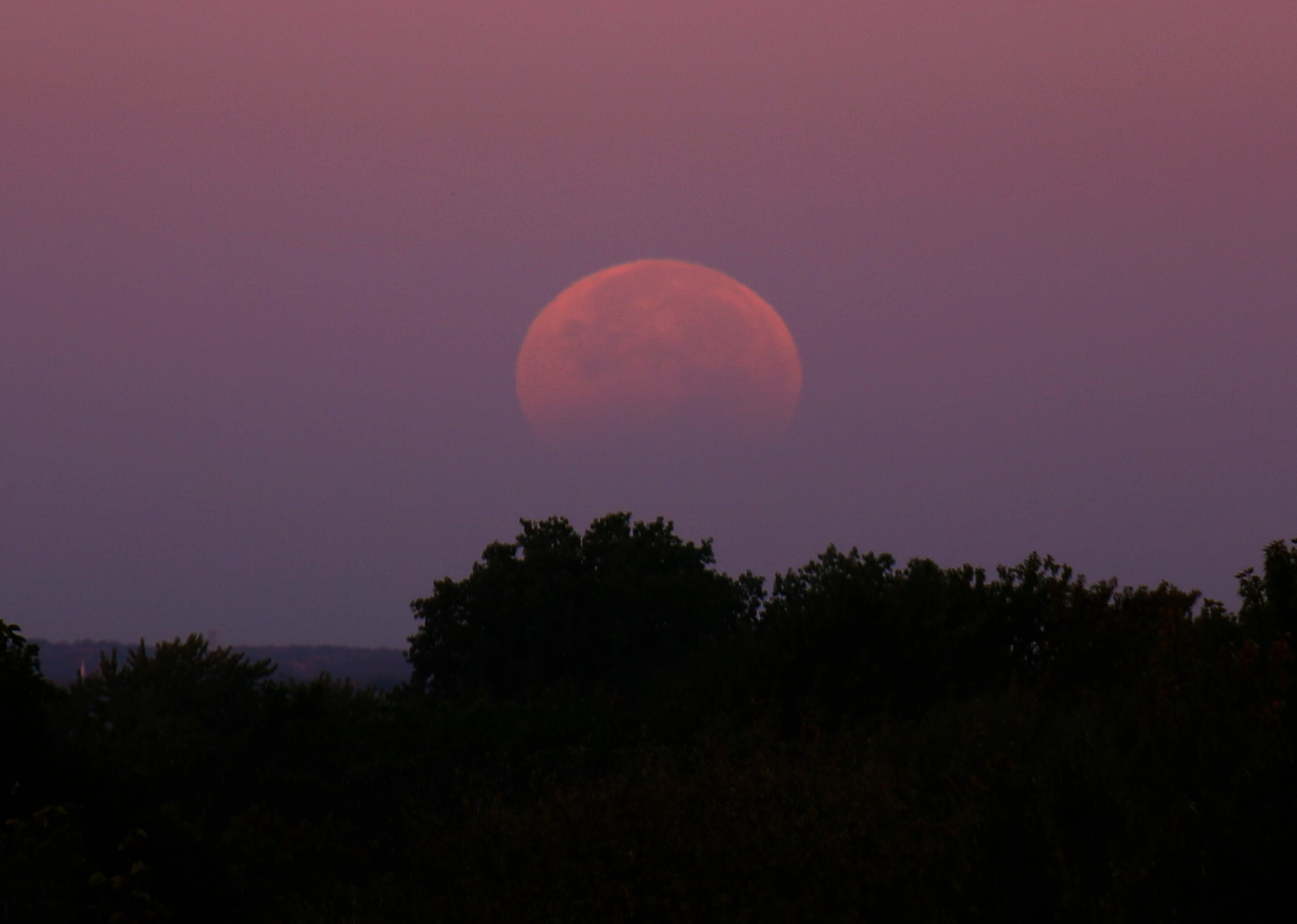
Minneapolis, Minnesota (EUA), 12:24 UTC

## Antecedentes
Um eclipse lunar ocorre quando a Lua passa dentro da umbra da Terra (sombra). Quando o eclipse começa, a sombra da Terra escurece gradualmente a Lua.  Então, a sombra começa a "cobrir" parte da Lua, se apresentando com uma cor vermelha-escura (isso geralmente, pois a cor e a tonalidade pode variar de acordo com as condições atmosféricas). A Lua parece ser avermelhada devido à dispersão de Rayleigh (o mesmo efeito que faz com que o pôr-do-Sol apareça avermelhado) e a refração da luz pela atmosfera terrestre em sua sombra.
A simulação abaixo mostra a visão aproximada da Lua que cruza a sombra da Terra. A porção sul da Lua estava mais próxima do centro da sombra, tornando-a mais escura e de aparência mais vermelha, enquanto a região norte do disco estava notavelmente mais clara e um pouco mais brilhante.
No momento do eclipse, o planeta Urano estava perto da oposição do Sol (oposição em 7 de outubro), a pouco mais de 1° da Lua eclipsada. Brilhando com magnitude 5.7, Urano pôde ser visto por meio de binóculos. Devido à paralaxe, a posição de Urano com relação à Lua variou significativamente, dependendo de onde o observador está situado na superfície da Terra.

## Horários do Eclipse
| Eventos | Eventos           | Noite de 8 de outubro (quarta) | Noite de 8 de outubro (quarta) | Noite de 8 de outubro (quarta) | Noite de 7 de outubro (terça) | Noite de 7 de outubro (terça) | Madrugada / Manhã de 8 de outubro (quarta) | Madrugada / Manhã de 8 de outubro (quarta) | Madrugada / Manhã de 8 de outubro (quarta) | Madrugada / Manhã de 8 de outubro (quarta) | Madrugada / Manhã de 8 de outubro (quarta) | Madrugada / Manhã de 8 de outubro (quarta) | Madrugada / Manhã de 8 de outubro (quarta) | Madrugada / Manhã de 8 de outubro (quarta) |
| P1      | Início Penumbral* | N/D†                           | 7:16 pm                        | 9:16 pm                        | 11:16 pm                      | 12:16 am                      | 1:16 am                                    | 2:16 am                                    | 3:16 am                                    | 4:16 am                                    | 5:16 am                                    |                                            |                                            |                                            |
| U1      | Início Parcial    | N/D†                           | 8:15 pm                        | 10:15 pm                       | 12:15 am                      | 1:15 am                       | 2:15 am                                    | 3:15 am                                    | 4:15 am                                    | 5:15 am                                    | 6:15 am                                    |                                            |                                            |                                            |
| U2      | Início Total      | 6:25 pm                        | 9:25 pm                        | 11:25 pm                       | 1:25 am                       | 2:25 am                       | 3:25 am                                    | 4:25 am                                    | 5:25 am                                    | 6:25 am                                    | 7:25 am                                    |                                            |                                            |                                            |
|         | Máximo do Eclipse | 6:55 pm                        | 9:55 pm                        | 11:55 pm                       | 1:55 am                       | 2:55 am                       | 3:55 am                                    | 4:55 am                                    | 5:55 am                                    | 6:55 am                                    | N/D†                                       |                                            |                                            |                                            |
| U3      | Término Total     | 7:24 pm                        | 10:24 pm                       | 12:24 am                       | 2:24 am                       | 3:24 am                       | 4:24 am                                    | 5:24 am                                    | 6:24 am                                    | N/D†                                       | N/D†                                       |                                            |                                            |                                            |
| U4      | Término Parcial   | 8:34 pm                        | 11:34 pm                       | 1:34 am                        | 3:34 am                       | 4:34 am                       | 5:34 am                                    | 6:34 am                                    | N/D†                                       | N/D†                                       | N/D†                                       |                                            |                                            |                                            |
| P4      | Término Penumbral | 9:34 pm                        | 12:34 am                       | 2:34 am                        | 4:34 am                       | 5:34 am                       | 6:34 am                                    | N/D†                                       | N/D†                                       | N/D†                                       | N/D†                                       |                                            |                                            |                                            |

† A Lua não foi visível durante esta parte do eclipse neste fuso horário.
* A fase penumbral do eclipse muda a aparência da Lua levemente, quanto ao brilho e escurecimento sutil da superfície, e geralmente não é perceptível.

Pontos de contato lunar relativos às sombras umbral e penumbral da Terra, aqui com a Lua perto de seu nodo descendente

O tempo de eclipses lunares totais é determinado pelos seus contatos:
- P1 (Primeiro contato):   Início do eclipse penumbral. Uma extremidade da Lua já entra na penumbra terrestre.
- U1 (Segundo contato):   Início do eclipse parcial. Uma extremidade da Lua entra na umbra terrestre.
- U2 (Terceiro contato):   Início do eclipse total. A superfície da Lua está inteiramente dentro da umbra da Terra.
- Máximo do Eclipse:   É o estágio máximo do eclipse total. A Lua está no seu ponto mais próximo do centro da umbra da Terra.
- U3 (Quarto contato):   Fim do eclipse total. Uma extremidade da Lua sai da umbra terrestre.
- U4 (Quinto contato):   Fim do eclipse parcial. Uma extremidade da Lua sai da penumbra terrestre.
- P4 (Sexto contato):   Fim do eclipse penumbral. A Lua já sai totalmente da penumbra da Terra.